# Lilium candidum
Lilium candidum, comummente conhecida como açucena, é uma planta herbácea e bolbosa, pertencente à família das Liliáceas e ao tipo fisionómico dos geófitos. É comummente usada na semiótica da Igreja católica, como símbolo da Virgem Maria.

## Nomes comuns
Dá ainda pelos seguintes nomes comuns: lírio (não confundir com outras plantas suas homónimas), lírio-branco (não confundir com a Iris albicans, que consigo partilha este nome comum), bordão-de-são-josé, cajado-de-são-josé e cecém.

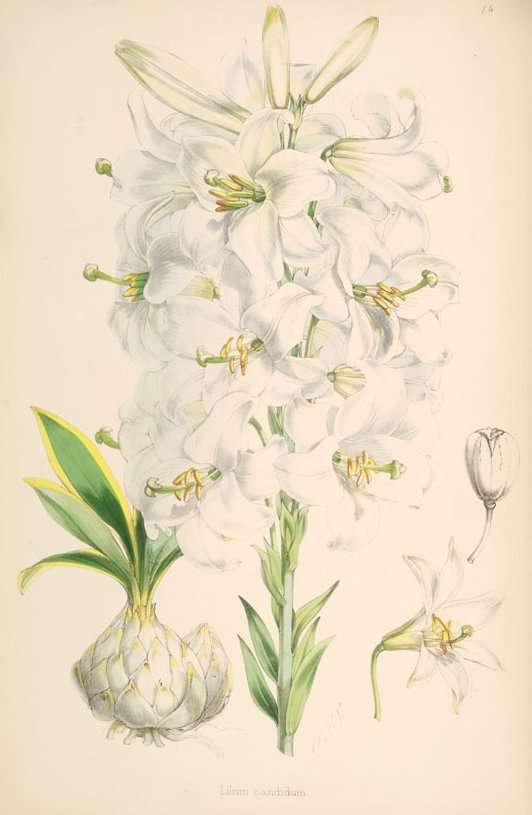
Lilium candidum (ilustração).

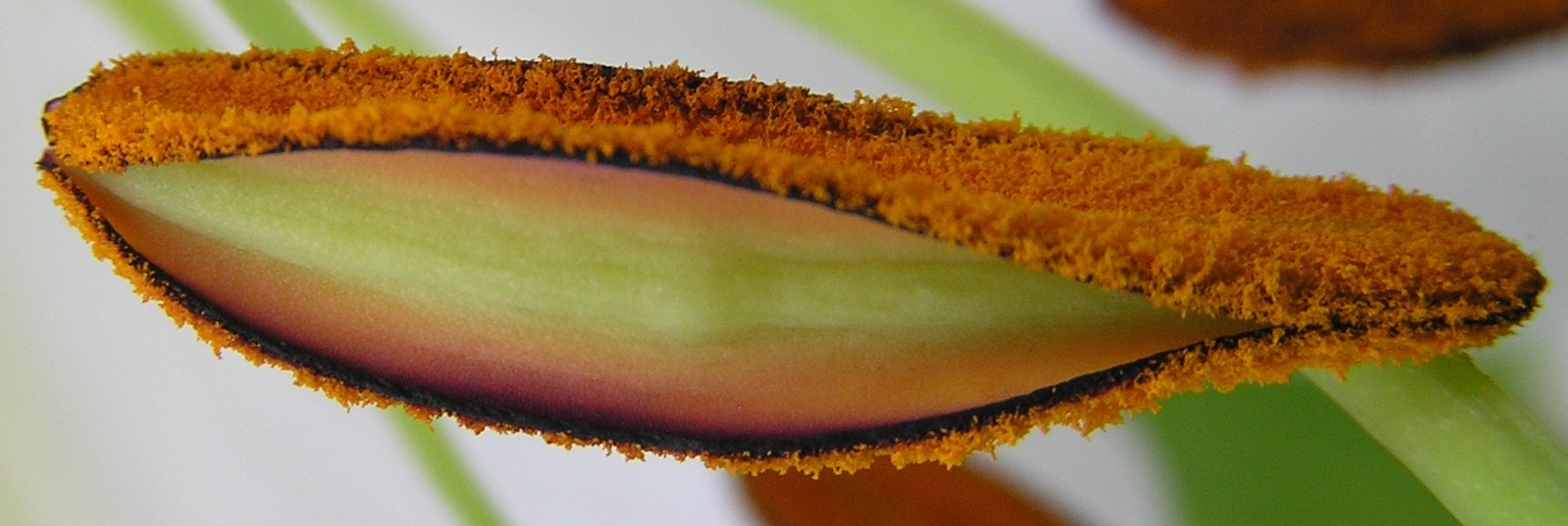
Semente do Lilium candidum.

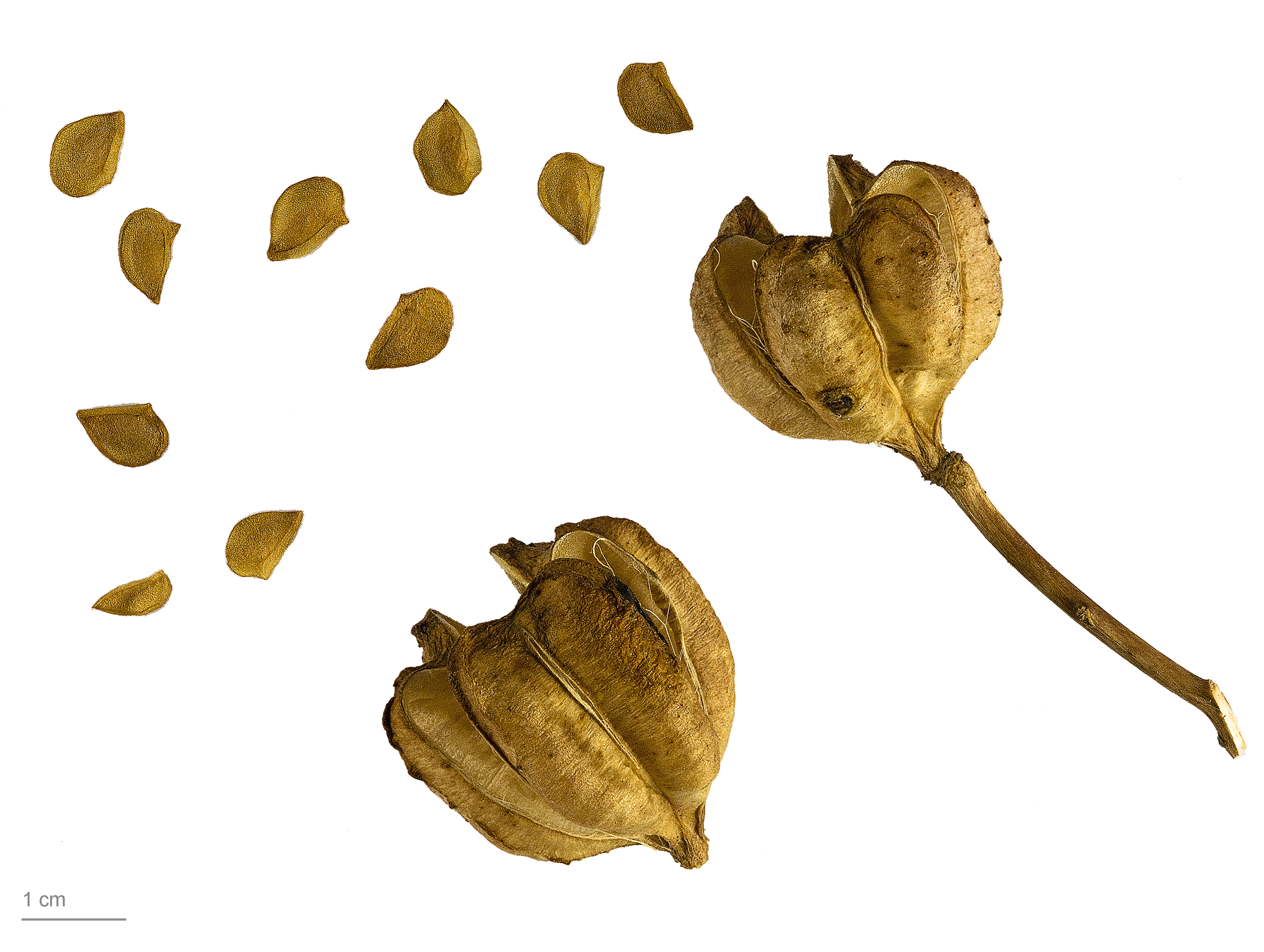
Lilium candidum - MHNT

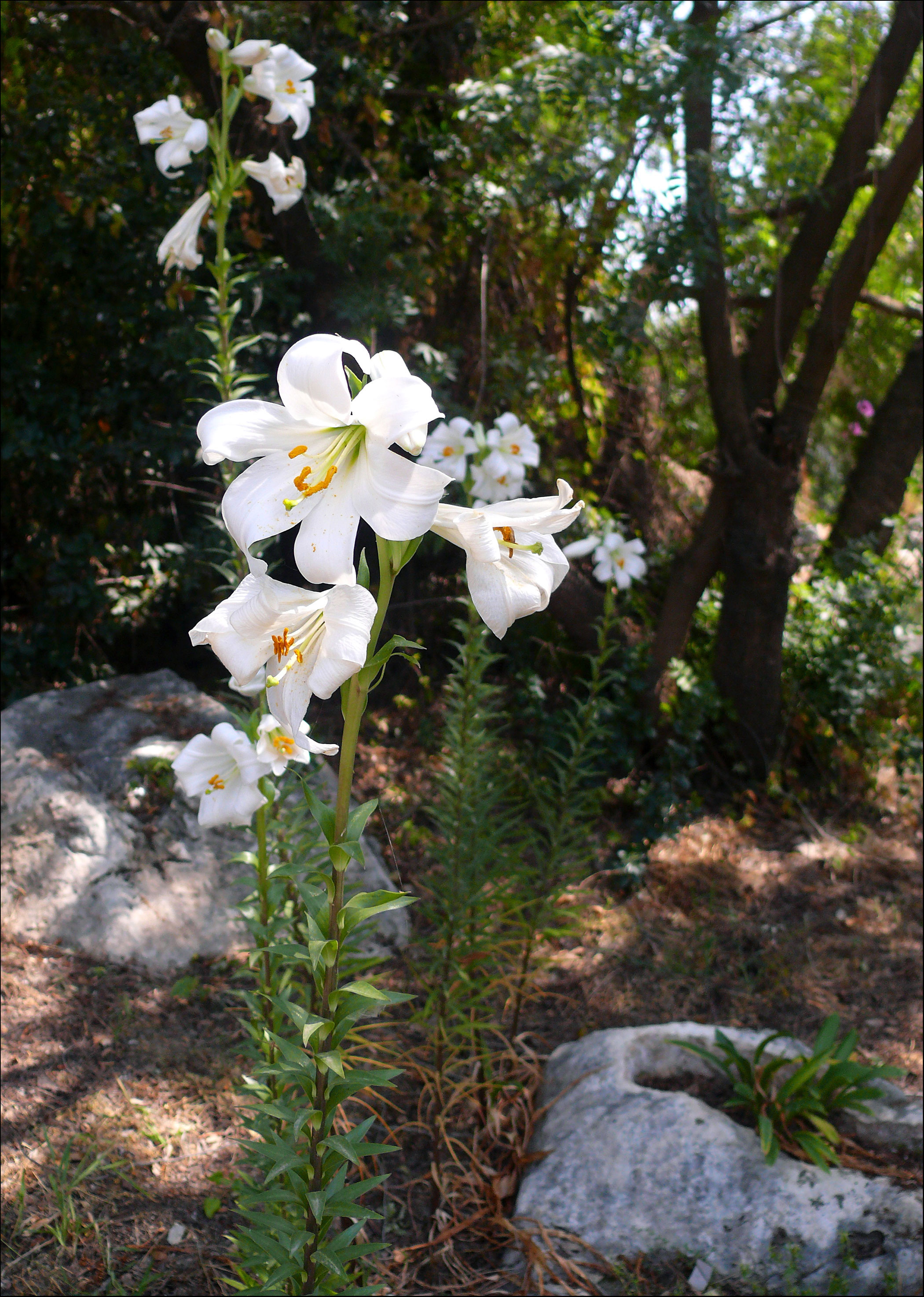
Lilium candidum

## Distribuição
A planta é nativa da orla Mediterrânea Oriental,  abarcando a Península Balcânica, a Itália, a Turquia e a Palestina, registando-se, ainda, ocorrências em Israel, no Líbano e no Afeganistão.
No resto da orla Mediterrânea, esta espécie foi naturalizada.

### Ecologia
Trata-se de uma espécie rupícola e ruderal, capaz de medrar tanto em courelas agricultadas, como em ermos sáfaros.

## Variedades
- L. candidum var. candidum
- L. candidum var. salonikae